# Резолюция 271 на Съвета за сигурност на ООН
Резолюция 271 на Съвета за сигурност на ООН е приета на 15 септември 1969 г. в отговор на умишления палеж на йерусалимската джамия „Ал-Акса“, извършен на 21 август 1969 г. от Денис Майкъл Рохан.
Като изказва съжаление за огромните щети, които палежът от 21 август 1969 г. е нанесъл на джамията „Ал-Акса“ в намиращия се под военна окупация Йерусалим, и като взема предвид унищожените от този акт културни ценности, с Резолюция 271 Съветът за сигурност потвърждава, че всеки акт на унищожаване или оскверняване на свещени места, религиозни здания и райони в Йерусалим може да създаде сериозна заплаха за международния мир. Като припомня приетите от Съвета за сигурност и от Общото събрание резолюции, отнасящи се до опитите на Израел да измени статута на град Йерусалим, и като застава зад принципа за недопустимост на териториално разширение по пътя на войната, резолюцията постановява, че позорният акт на осквернение на джамията Ал-Акса подчертава необходимостта от това Израел незабавно да прекрати всички мерки и дейности, целящи да изменят статута на град Йерусалим. В тази връзка Съветът се обръща към израелската страна с призив за строго съблюдаване на положенията в Женевската конвенция и международното право, регулиращи военната окупация, и да се въздържа от създаването на каквито и да е пречки пред дейността на Върховния мюсюлмански съвет на Йерусалим, в чиито признати правомощия влиза и възможността той да търси съдействие от която и да е държава с преобладаващо мюсюлманско население и от всяка мюсюлманска общност във връзка с осъществяването на плановете му за ремонт и поддръжка на мюсюлманските светини в Йерусалим.
Резолюция 271 осъжда израелската страна за неизпълнението на резолюциите по въпроса за статута на Йерусалим и я призовава да преведе в действия техните постановления. В тази връзка Съветът за сигурност напомня параграф 7 от Резолюция 267 (1969), в който се посочва, че при негативен отговор или при липса на какъвто и да отговор от страна на Израел, Съветът ще бъде принуден да се събере незабавно, за да обсъди допълнителни мерки, които да се предприемат по въпроса.
От генералния секретар на ООН резолюцията изисква да проследи нейното изпълнение и да докладва на Съвета за сигурност по този въпрос.
Резолюция 271 е приета с мнозинство от 11 гласа при четирима въздържали се от страна на Колумбия, Парагвай, Финландия и Съединените щати.